# Resolución 2250 del Consejo de Seguridad de las Naciones Unidas
Resolución de Consejo de Seguridad de las Naciones Unidas 2250 fue aprobada unánimemente el 9 de diciembre de 2015 por la iniciativa de Jordania.
La resolución 2250 es una resolución temática que trata con el tema de la juventud  de una paz internacional y perspectiva de seguridad. Reconociendo los esfuerzos de la juventud por la construcción de la paz, proporciona un conjunto de directrices de las cuales políticas y programas serán desarrolladas por Estados miembros, la ONU y la sociedad civil. Este marco de política global explora cómo el conflicto impacta las vidas de las personas jóvenes y qué debe hacerse para mitigar sus efectos, al igual que cómo la juventud puede ser incluida de manera significativa para crear comunidades pacíficas. La resolución incluye seis pilares/áreas de acción fundamentales: Participación, Protección, Prevención, Alianzas, Separación y Reintegración.